# Могилевський Володимир Юрійович
Володи́мир Ю́рійович Могиле́вський (13 листопада 1953, Ковель — 8 квітня 2014, Київ) — український мистецтвознавець, графік і педагог; кандидат мистецтвознавства з 1990 року; член Спілки радянських художників України з 1988 року.

## Біографія
Народився 13 листопада 1953 року в місті Ковелі Волинської області (нині Україна). 1979 року закінчив Київський художній інститут, де навчався зокрема у Юрія Асєєва, Платона Білецького, Вадима Клєваєва, Людмили Міляєвої.
З 1980 року викладав у Київському художньому інституті/Національній академії образотворчого мистецтва і архітектури: з 1995 року — доцент кафедри теорії, історії мистецтва. Серед учнів: Володимир Петрашик, Олена Корусь, Олена Зайченко, Тамара Гордова. Упродовж 1998—2000 років вів передачі про художників на УТ-1. 
Жив у Києві, в будинку на вулиці Доброхотова, № 20/19, квартира № 5. Помер у Києві 8 квітня 2014 року.

## Творчість
- декоративна статуя для фонтана «Нептун» (1972, Фюрстенвальде);
- декоративне панно для кафе «Полювання на ланей» (1972, Фюрстенвальде);

графічні цикли
- «Кінотипи» (1987);
- «Навколо футбольного м'яча» (1990);
- «Тихе болото» (1995—1999);
- «Телехвонізація» (2000);
- «Що може верблюд звичайний» (2000);
- «Дещо про свинство» (2001);
- «Сортиріада» (2002).

У галузі сатиричної і гумористичної графіки малював шаржі, ілюстрував книги, зокрема:
- «В пошуках шахової істини» (1992);
- «Казки» П. Кононенка (1994).

Брав участь у мистецьких виставках з 1987 року, зокрема був учасником конкурсів гумору та сатири у Габрово у 1991, 1993 роках. Персональні виставки відбулися у Києві у 1987, 1990, 2003 роках, Миколаєві у 2001 році.

## Мистецтвознавство
Наукові дослідження у галузях теорія та історії мистецтв, художньої критики.
Уклав альбоми
- «Народний художник України Микола Попов» (2004, у співавторстві);
- «Аркадий Трубников. Живопись, графика. Город: Пейзажные мотивы Киева по роману Михаила Булгакова» (2005);
- «Федір (Алі) Ізенбек. Живопис, графіка, рисунок» (2006, у співавторстві).

Праці
- Від задуму до втілення: Нариси, есе. (Київ, 1989);
- Загадка невдалої облоги // КС. 1995. № 4–5 (у співавторстві);
- До історії створення ордена Ярослава Мудрого. (Київ, 1999);
- Художній метал в архітектурі Києва кінця XIX — початку XX століття. (Київ, 2000);
- Художній метал в архітектурі Києва у контексті проблеми традицій // Пластичне мистецтво. 2002. № 1;
- История художественного литья. (Санкт-Петербург, 2003, у співавторстві);
- Емоційність та асоціативність — мистецькі крила Олександра Ковальчука // Київ. 2004. № 6;
- В історії українського мистецтва не значиться // Українська академія мистецтв: Дослідницькі та науково-методичні праці. Київ, 2005. Випуск 12;
- Керамічний «квіткосвіт» Віри Томашевської // Образотворче мистецтво. 2009. № 3;
- Огорожі. Ворота. Хвіртки // Ковальня майстерня. 2011. № 1;
- Очі Богоматері // Ковальня майстерня. № 4;
- Дерево ковальського ремесла // Ковальня майстерня. 2012. № 1.

Автор передмови до альбому «Товстуха Є. С. Барви слова і пензля» (2006), сценаріїв двох документальних фільмів, 25 статей в Енциклопедії сучасної України.